# Julien Bègue
Julien Bègue (n. 8 august 1993, Saint-Pierre, La Réunion, Franța) este un fotbalist francez liber de contract, care joacă pe post de mijlocaș.